# پاتریسیا یورنا رودریگز
پاتریسیا یورنا رودریگز (به انگلیسی: Patricia Yurena Rodríguez) (زاده ۶ مارس ۱۹۹۰) بازیگر، مدل و ملکه زیبایی اسپانیایی است.
او در سال ۲۰۱۳ دختر شایسته اسپانیا شد.